# Coopérative de commerçants
Une coopérative de commerçants est une organisation de commerçants ou de prestataires de service (magasins, agences, hôtels…) constitués et contrôlés par des entrepreneurs indépendants, qui se sont associés, dans le but de mettre en place des actions et des outils communs (centrale d'achat, gestion de la communication, logistique, formation…), résultant de la mutualisation de leurs moyens et de leurs savoir-faire.
Propriétaires de leurs affaires et de leur réseau/enseigne, ils en sont les acteurs et les décideurs.

## Définition générale
À la différence de la franchise, offrant un système pyramidal à la tête duquel un dirigeant prend la responsabilité de développer un savoir-faire et d'en faire bénéficier d'autres commerçants, le commerce coopératif et associé est une organisation de réseaux de points de vente (magasins, agences, hôtels…) constitués et contrôlés par des entrepreneurs indépendants, qui se sont associés au sein d’un groupement, dans le but de mettre en place des actions et des outils communs, résultant de la mutualisation de leurs moyens et de leurs savoir-faire. Propriétaires de leurs affaires et de leur réseau/enseigne, ils en sont les acteurs et les décideurs. 90 % des réseaux du commerce coopératif et associé sont organisés sous forme de Société Coopérative de Commerçants Détaillants (SSCD).

## Histoire
Les bases du système coopératif sont posées dès le milieu du XIXe siècle, avec la création en 1844 en Angleterre de The Rochdale Society of Equitable Pioneers. Dès 1894, on identifie une première coopérative de commerçants détaillants en France, réunissant quatre épiciers sous une enseigne commune « Le Pain Quotidien ».
Il faut attendre le lendemain de la seconde guerre mondiale pour assister à l’essor du commerce coopératif. Les commerçants détaillants se réunissent alors pour répondre à la nécessaire massification des achats et de la logistique.
Le 10 septembre 1947, une loi pose les principes du statut général de la coopération et dessine les contours du statut particulier des coopératives de commerçants détaillants. Le statut des SCCD est ensuite créé par la loi du 11 juillet 1972.

## Forme juridique
Les Sociétés Coopératives de Commerçants Détaillants (SCCD) sont des sociétés anonymes à capital variable soumises aux articles L. 124-1 à L. 124-16 du Code de commerce, aux dispositions non contraires des articles L. 231-1 à L 231-8 du Code de commerce sur « le capital variable », à la loi n°47-1775 du 10 septembre 1947 ainsi qu’au livre deuxième « des sociétés commerciales et des groupements d’intérêt économique » du Code de commerce.
Les SCCD ont comme associés principalement des commerçants détaillants (coopérateurs). Chaque membre a la double qualité de client et d’associé. Il est à la fois utilisateur de marques et des prestations et décideur de leur bien-fondé et de leurs orientations stratégiques. Dans une SCCD, chaque associé dispose d’une voix, quelle que soit sa participation dans le capital.
Les SCCD ont pour objet d’améliorer, par l’effort commun de leurs associés, les conditions dans lesquelles ceux-ci exercent leur profession commerciale (centrale d'achat et moyens logistiques, concept de vente et enseigne, gammes et marques propres, opérations commerciales, carte de fidélité, campagnes de publicité nationales et locales, école de formation, moyens informatiques, outils financiers…).
Elles ne sont pas des sociétés spéculatives. Les résultats qui sont dégagés annuellement ne sont pas qualifiés de bénéfices mais d’excédents. Ces excédents ont vocation à être ristournés aux associés, qui peuvent également décider de les affecter à des réserves. Les fonds ainsi constitués servent à des investissements dans des outils communs.